# Lesnovo
Lesnovo (bulgariska: Лесново) är ett distrikt i Bulgarien.   Det ligger i kommunen Obsjtina Elin Pelin och regionen Sofijska oblast, i den västra delen av landet, 26 km öster om huvudstaden Sofia.
I omgivningarna runt Lesnovo växer i huvudsak blandskog. Runt Lesnovo är det ganska tätbefolkat, med 52 invånare per kvadratkilometer.